# Nissan Teana
La Nissan Teana est une grande berline traction avant fabriquée par le constructeur japonais Nissan principalement étudiée pour les marchés asiatiques.
Elle n'est diffusée ni en Europe ni aux États-Unis mais rencontre un gros succès en Chine, son premier marché.
La Nissan Teana est produite depuis 2003. Elle se positionne comme une berline haut de gamme dans la gamme du constructeur automobile japonais Nissan. La Teana dispose de la même plateforme que la Nissan Maxima aux États-Unis ainsi que la Nissan Altima et la Nissan Presage au Japon.
Le nom provient du mot Teana en langue amérindienne, ce qui signifie autant à l'aube qu'au crépuscule. Il a été choisi car il correspond métaphoriquement bien à la nouvelle berline de luxe Nissan et a un son élégant[réf. nécessaire].

## Première génération (2003 - 2008)
La première génération de Teana est lancée en février 2003 au Japon.
Il s'agit d'une grande routière, qui deviendra SM5 et SM7 en Corée du Sud chez Samsung.
C'est une traction qui, au Japon, peut aussi être livrée en quatre roues motrices, alors équipée d'un moteur 4 cylindres alors que les Teana deux roues motrices sont équipées de moteurs V6.
Un peu plus de 33 000 Teana seront vendues au Japon dès 2003. Mais les ventes déclineront très rapidement : 26 300 en 2004, pourtant sa première année pleine, à peine 18 900 en 2005, puis 16 600 en 2006 et à peine 10 000 en 2007.
L'essentiel de sa diffusion est alors réalisé en Chine.

## Deuxième génération (2008 - 2014)
La Teana restylée est présentée en avril 2008 en Chine et commercialisée le même mois au Japon. La plate-forme est la même et l'air de famille est conservé, même si l'ensemble de la carrosserie est retouché. Les optiques avant sont élargies et les flancs bénéficient d'un pli de tôle plus marqué que précédemment.
C'est en Chine que la Teana reste la plus diffusée : 108 500 exemplaires en 2009 et 140 800 en 2010, contre respectivement 8 289 et 5 610 au Japon. Cette "phase 2" avait toutefois permis à la Teana de voir remonter ses ventes au Japon à 15 830 exemplaires en 2008, après être tombées à moins de 9 800 en 2007.